# Alejandro Lugones
Alejandro Lugones (La Plata, Buenos Aires, Argentina, 3 de marzo de 1994) es un futbolista argentino. Su puesto es el de mediocampista y su actual equipo es Villa San Carlos, club que milita en la Primera B.

## Trayectoria
El nacido en la ciudad de La Plata, comenzó su carrera profesional en las divisiones inferiores de Gimnasia y Esgrima La Plata. Su primer partido en concretó cuando jugaba en el Club Los Andes que estaba en la Primera Nacional B, el 31 de enero de 2016 en la derrota 1 a 0 con Crucero del Norte.
También jugó en Talleres de Remedios de Escalada, Defensores de Belgrano para completar su trayectoria en Villa San Carlos de la ciudad de Berisso.

## Clubes
| Club                   | País      | Año           |
| ---------------------- | --------- | ------------- |
| Gimnasia (LP)          | Argentina | 2015          |
| Los Andes              | Argentina | 2016          |
| Talleres (RdE)         | Argentina | 2016 - 2018   |
| Villa San Carlos       | Argentina | 2019-2020     |
| Defensores de Belgrano | Argentina | 2021          |
| Villa San Carlos       | Argentina | 2022-presente |